# Điều ước quốc tế
Điều ước quốc tế là sự thỏa thuận giữa các chủ thể của luật quốc tế với nhau trên cơ sở tự nguyện, bình đẳng nhằm thiết lập những quy tắc pháp lý bắt buộc gọi là những quy phạm luật quốc tế để ấn định, thay đổi hoặc hủy bỏ những quyền và nghĩa vụ đối với nhau. Điều ước quốc tế được thể hiện dưới nhiều hình thức khác nhau: Hiến chương, Hiệp ước, Công ước, Nghị định thư, tuyên bố, thông báo, tạm ước...

## Chủ thể
Chủ thể của điều ước quốc tế phải là các chủ thể của Luật quốc tế, bao gồm: Quốc gia, tổ chức quốc tế và các chủ thể khác của Luật quốc tế.

## Thể thức
Điều ước quốc tế tồn tại chủ yếu dưới hình thức văn bản. Trước đây, trong quan hệ quốc tế có sự xuất hiện của một số điều ước quân tử (bất thành văn), tuy nhiên các điều ước loại này hiện nay hầu như không còn tồn tại trong quan hệ giữa các chủ thể của luật quốc tế.
Tên gọi của điều ước quốc tế hoàn toàn phụ thuộc vào sự thỏa thuận của các bên. Trong thực tiễn quan hệ quốc tế, phụ thuộc vào phạm vi và nội dung của điều ước, mà điều ước quốc tế có thể có một số tên gọi khác nhau (hình thức) như:  Hiệp ước, công ước, định ước, nghị định thư, hiệp định...
Kết cấu của điều ước quốc tế bao gồm các phần: Lời nói đầu, nội dung chính, phần cuối cùng, phụ lục.
Ngôn ngữ của điều ước quốc tế: Thông thường, điều ước quốc tế song phương thường được soạn thảo bằng ngôn ngữ của cả hai bên (trừ khi có thỏa thuận khác). Riêng đối với các điều ước quốc tế đa phương phổ cập thường được soạn thảo bằng các ngôn ngữ làm việc chính thức của Liên hợp quốc đó là: tiếng Anh, tiếng Pháp, tiếng Nga, tiếng Trung Quốc, tiếng Tây Ban Nha và tiếng Ả Rập.

## Hình thức

### Hiến chương
Hiến chương là điều ước quốc tế nhiều bên, ấn định những nguyên tắc cơ bản về quan hệ giữa các nước với nhau. Ví dụ: Hiến chương Liên hiệp quốc, Hiến chương ASEAN...

### Hiệp ước
Hiệp ước (hiệp định) là văn kiện ấn định về những vấn đề có ý nghĩa lớn trong quan hệ quốc tế. Ví dụ: Hiệp định về thương mại giữa Việt Nam và Hoa Kỳ, Hiệp định đối tác toàn diện và tiến bộ xuyên Thái Bình Dương (CPTTP)...

### Công ước
Công ước là điều ước có tính chất chuyên môn về khoa học kỹ thuật hay một lĩnh vực nào đó. Ví dụ: Công ước Liên hiệp quốc về Luật biển (UNCLOS).

### Nghị định thư
Nghị định thư là văn kiện để giải thích, bổ sung, sửa đổi một điều ước quốc tế đã được ký hoặc để ấn định một biện pháp cụ thể nhằm thực hiện một hiệp ước. Ví dụ: Nghị định thư Kyoto về việc cắt giảm lượng khí thải gây hiệu ứng nhà kính (thực hiện Công ước khung của Liên hiệp quốc về biến đổi khí hậu – UNFCCC)...

### Hình thức khác
Ngoài ra, còn có các hình thức khác như: Tuyên bố, thông báo, tạm ước, hòa ước...

## Nội dung
Nội dung của điều ước quốc tế là những nguyên tắc, quy phạm pháp luật quy định quyền và nghĩa vụ pháp lý cho các bên kí kết, có giá trị pháp lí ràng buộc đối với các bên. Những nguyên tắc, quy phạm này phải được xây dựng trên cơ sở thỏa thuận giữa các bên, xuất phát từ nguyên tắc cơ bản của Luật quốc tế là bình đẳng và tự nguyện.

## Phân loại
Căn cứ số lượng các bên tham gia:
- Điều ước hai bên: là điều ước do hai chủ thể của luật quốc tế ký với nhau.
- Điều ước nhiều bên: là điều ước do nhiều chủ thể ký kết với nhau.

Căn cứ vào chủ thể ký kết điều ước:
- Điều ước quốc tế có tính chất chính phủ: Là do các chính phủ trực tiếp ký kết với nhau.
- Điều ước quốc tế có tính chất phi chính phủ: Là do các chủ thể không phải là chính phủ của các quốc gia ký kết với nhau.

## Thẩm quyền ký
Thẩm quyền ký điều ước quốc tế là chủ thể Luật quốc tế bao gồm:
- Đại diện có thẩm quyền đương nhiên: Nguyên thủ quốc gia, người đứng đầu Chính phủ, Bộ trưởng Bộ Ngoại giao; người đứng đầu cơ quan đại diện ngoại giao; đại diện cho quốc gia tại tổ chức quốc tế hoặc hội nghị quốc tế.
- Đại diện có thẩm quyền theo ủy quyền.

## Áp dụng trong pháp luật quốc gia

### Nguyên tắc thực hiện
Một là, theo nguyên tắc tận tâm thực hiện các cam kết quốc tế (nguyên tắc Pacta Sunt Servanda). Tiền thân của nó là nguyên tắc Tuân thủ điều ước quốc tế xuất hiện từ thời La mã cổ đại và tồn tại hàng ngàn năm dưới dạng tập quán pháp lý quốc tế trước khi được ghi nhận chính thức trong điều ước quốc tế. Đây là nguyên tắc được ghi nhận trong hầu hết các văn bản pháp luật quan trọng của luật quốc tế: Khoản 2 điều 2 của Hiến chương Liên hợp quốc quy định "tất cả các thành viên Liên hợp quốc thiện chí thực hiện các nghĩa vụ do Hiến chương đặt ra"; Công ước Viên năm 1969 quy định "mỗi điều ước quốc tế hiện hành đều ràng buộc các bên tham gia và đều được các bên thực hiện một cách thiện chí"; Tuyên bố 1970 về các nguyên tắc cơ bản của Luật quốc tế cũng ghi nhận nguyên tắc này.
Hai là, nguyên tắc thi hành hiệu lực ràng buộc của điều ước quốc tế trên phạm vi lãnh thổ quốc gia thành viên. Điều 29 Công ước Viên về Luật Điều ước quốc tế ghi "Một điều ước ràng buộc mỗi quốc gia thành viên trong phạm vi toàn bộ lãnh thổ của quốc gia thành viên đó" trừ trường hợp có thỏa thuận khác. Các quy định về các nguyên tắc áp dụng điều ước quốc tế đảm bảo các quốc gia thành viên có nghĩa vụ tuân thủ pháp luật quốc tế vừa tạo điều kiện cho các quốc gia sử dụng điều ước quốc tế để điều chỉnh các quan hệ nảy sinh trong đời sống quốc tế.

### Phương thức áp dụng
Phương thức chuyển hóa là phương thức áp dụng pháp luật quốc tế gián tiếp, cơ quan lập pháp chuyển hóa (nội luật hóa) các quy tắc có liên quan của pháp luật quốc tế thành pháp luật quốc gia: ban hành một luật riêng để thực hiện một điều ước quốc tế (CRC- Luật Bảo vệ, chăm sóc và giáo dục trẻ em); sửa đổi, bổ sung luật cũ cho phù hợp với điều ước quốc tế mà quốc gia đã ký kết hoặc tham gia.
Phương thức chấp nhận là phương thức áp dụng pháp luật quốc tế trực tiếp; hiến pháp, pháp luật của quốc gia quy định pháp luật quốc tế có hiệu lực trong pháp luật quốc gia, thì quốc gia có thể áp dụng trực tiếp pháp luật quốc tế.